# MPS 802

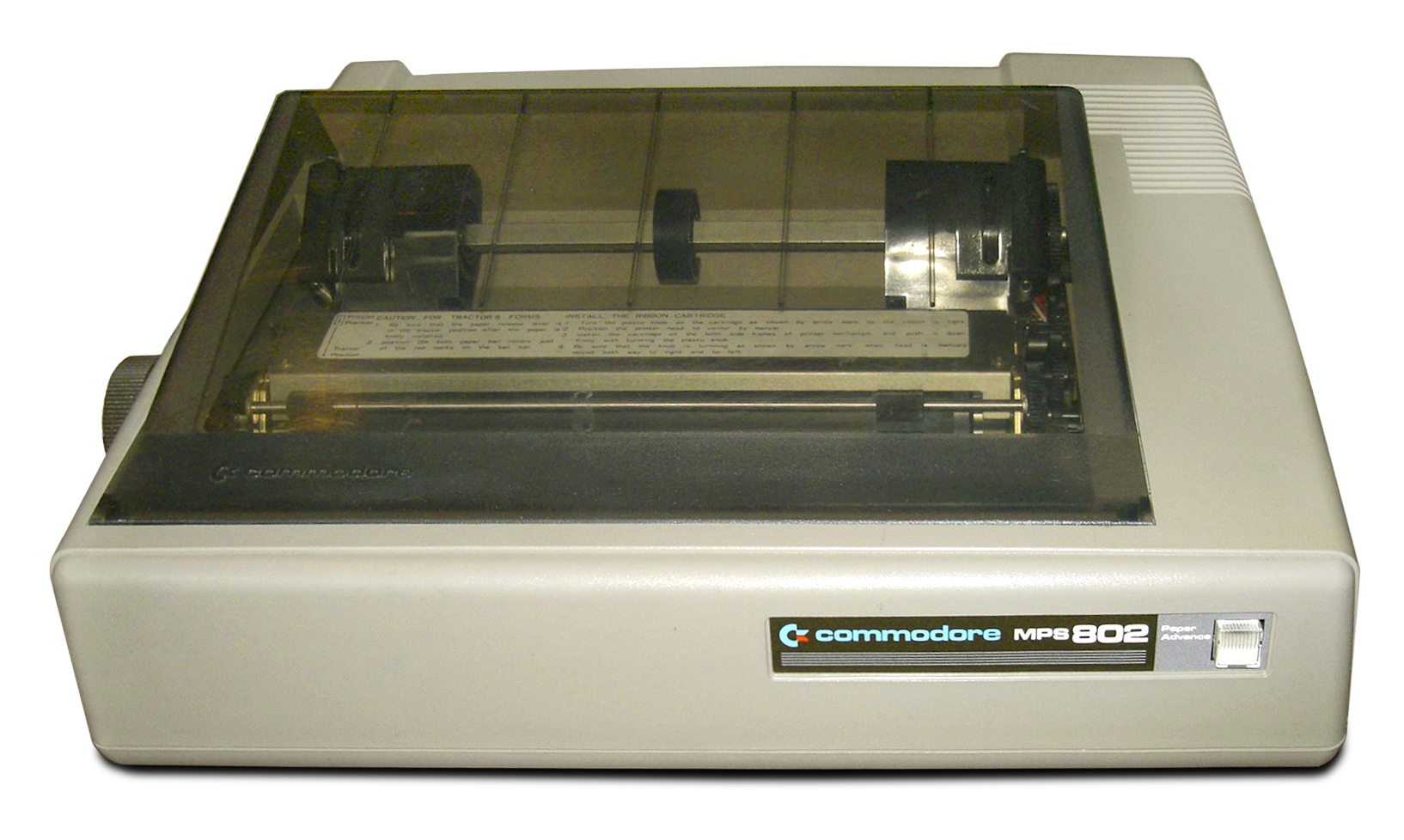
MPS 802

La MPS 802 es una impresora matricial del fabricante Commodore, de la serie MPS, que se lanzó en 1984. El nombre original de la impresora era VC-1526 o 1526. Las dos impresoras MPS-802 y 1526 son idénticas excepto por las etiquetas en la parte delantera y trasera. MPS son las siglas de Matrix Printer Serial, una marca de Commodore. Está basada en la CBM 4022/4023, creadas para la serie PET y aún tenían el bus IEC paralelo (IEEE-488). Esto resultó en la 1526 (con interfaz en serie), que sorprendió con capacidades siempre nuevas.
La MPS 802 está controlada por un procesador 6504 compatible con el software del 6510. En la placa principal hay dos 6532 (temporizador de entrada/salida de RAM) y un  VIA 6522 (Adaptador de Interfaz Versátil). El sistema operativo está ubicado en una EPROM de 8 KByte de tipo 2764.
La impresora Commodore CBM 4022 y la CBM 4023 son mecánicamente idénticas a la MPS 802, pero tienen una interfaz IEEE-488 en lugar de la interfaz IEC.

## Datos técnicos
- Método de impresión: impresión matricial
- Método de impresión: impresión bidireccional
- Matriz de caracteres: matriz de puntos de 8 × 8
- Longitud de la línea: máx. 80 columnas
- Espacio entre líneas: 6 caracteres/pulgada en modo de caracteres, 9 caracteres/pulgada en modo gráfico
- Velocidad de impresión: 60 caracteres/s
- Avance del papel: tractor para formulario continuo
- Ancho del papel: 4,5 a 10 pulgadas (8,5 pulgadas excluyendo los márgenes con agujeros)
- Copias: original + 3 copias al carbón
- Grupo de cinta: 629
- Gráficos: punto direccionable, 8 puntos verticales/columna, 640 puntos horizontales
- Interfaz: 2 × bus serie IEC
- CPU: MOS 6504

## Número de dispositivo
El número de dispositivo está establecida en 4 de forma predeterminada. Se puede seleccionar un número de 4 a 11 mediante tres puentes en la placa de circuito.